# Ята, Али
Али Ята (араб. علي يعته‎); 25 августа 1920, Танжер — 1997, Касабланка) — марокканский политик, деятель национально-освободительного, рабочего и коммунистического движения.

## Биография
Выпускник филологического факультета Алжирского университета. Работал преподавателем арабского языка и журналистом.
Али Ята — один из основателей Марокканской коммунистической партии (МКП) в ноябре 1943 года, действовавшей нелегально до 1959 года.
С 1945 — секретарь ЦК, с 1946 — член Политбюро ЦК, в 1946—1966 — первый секретарь ЦК МКП, в 1966—1968 —генеральный секретарь ЦК МКП. В апреле 1946 с трибуны 1-го съезда МКП обратился к народу Марокко с призывом объединиться в борьбе за независимость страны, за демократические свободы и улучшение положения трудящихся. Призывал к созданию единого национального фронта Марокко.
Участвовал в подготовке вооружённой борьбы против французских колониальных властей в 1953—1956 гг., в 1953 — в создании военизированной боевой организации «Чёрный полумесяц».
В сентябре 1959 марокканское правительство наложило временный запрет на деятельность МКП и возбудило против неё судебный процесс, окончившийся в феврале 1960 окончательным запрещением партии Верховным судом Рабата.
В октябре 1963 властями Марокко был арестован ряд высших руководителей МКП (Али Ята, Абдель Салима Буркия и Абдалла Лайаши и др.), которые в результате международного давления и требований внутри страны в январе 1964 были освобождены под залог.
Затем в 1968 году создал Партию освобождения и социализма (ПОС) и в августе 1974 года Партию прогресса и социализма (ППС, 1974).
В 1960—1964 — директор газеты «Аль-Мукафих», в 1965—1969 — газеты «Аль-Кифах аль-Ватани», с конца 1972 — газеты «Аль-Баян».
В 1968—1974 — генеральный секретарь ПОС, с августа 1974 — генеральный секретарь ППС.
Был избран депутатом парламента на выборах 1977 года, заявив о начале демократического прогресса в стране. В 1983 потребовал отмены результатов местных выборов, утверждая про многочисленные факты мошенничества. В 1984 году вновь участвовал в парламентских выборах. Поддерживал претензии Марокко на территорию Сахары в 1960-х и Западной Сахары в 1970-х и 1980-х годах.
Неоднократно подвергался репрессиям.
Автор работ по вопросам национально-освободительного движения.